# Α1-Adrenozeptor
Die α1-Adrenozeptoren sind Gq/11-Protein-gekoppelte Rezeptoren, die durch die Signalstoffe Adrenalin und Noradrenalin aktiviert werden. Sie werden auf Grund ihrer pharmakologischen Eigenschaften in vier Subtypen unterteilt: α1A, α1B, α1D und „α1L“. Während die ersten drei Subtypen auch auf genomischer Ebene eigenständige Rezeptoren verkörpern, scheint der „α1L“-Adrenozeptor lediglich eine Konformationsvariante des α1A-Subtyps darzustellen.

## Vorkommen und Funktion
α1-Adrenozeptoren kommen in hoher Dichte im Zentralnervensystem, im sympathisch innervierten Gewebe, in den Speicheldrüsen, insbesondere im kardiovaskulären System und im Urogenitaltrakt sowie in der Leber vor. Die Stimulierung glattmuskulärer α1-Adrenozeptoren in Blutgefäßen (Subtypen A, B und D) führt zu einer durch eine Vasokonstriktion bedingten Blutdrucksteigerung. Eine Kontraktion der Organe des Urogenitaltraktes (z. B. Prostata und innerer Schließmuskel) wird durch glattmuskuläre α1A/L-Adrenozeptoren vermittelt und führt somit beispielsweise zum Harnverhalt. Ihre Bedeutung im Zentralnervensystem ist hingegen weitgehend unerforscht.

## Pharmakologie
α1-Adrenozeptoragonisten: α1-Adrenozeptoragonisten erregen sympathische α1-Adrenozeptoren. Sie werden systemisch oder topisch (lokal) zur Vasokonstriktion eingesetzt:
- Phenylephrin, Oxedrin und das Prodrug Midodrin zur Behandlung der orthostatischen Hypotonie
- Phenylephrin, Oxymetazolin und Naphazolin zur Abschwellung der Nasenschleimhaut bzw. bei Bindehautentzündung

α1-Adrenozeptorantagonisten (Untergruppe der Alphablocker): α1-Adrenozeptorantagonisten hemmen die durch Adrenalin und Noradrenalin hervorgerufenen Effekte und werden somit therapeutisch eingesetzt:
- Prazosin, Doxazosin, Terazosin, Alfuzosin und Urapidil zur Behandlung hypertonaler Blutdruckstörungen
- Tamsulosin ist ein selektiver α1A/L-Antagonist und wird, da er keine Kreislauf-/Blutdruckbeeinflussung sowie orthostatische Probleme und Schwindel verursacht, gezielt zur symptomatischen Behandlung der benignen Prostatahyperplasie eingesetzt.

| Eigenschaft           | α1A                                                                        | α1B                                                                        | α1D                                                                        | „α1L“                                                                      |
| --------------------- | -------------------------------------------------------------------------- | -------------------------------------------------------------------------- | -------------------------------------------------------------------------- | -------------------------------------------------------------------------- |
| Agonist               | Adrenalin, Noradrenalin, Phenylephrin                                      | Adrenalin, Noradrenalin, Phenylephrin                                      | Adrenalin, Noradrenalin, Phenylephrin                                      | Adrenalin, Noradrenalin, Phenylephrin                                      |
| Selektiver Agonist    | A-61603, Oxymetazolin                                                      | –                                                                          | Buspiron                                                                   | A-61603                                                                    |
| Antagonist            | Prazosin, Doxazosin, Terazosin, Alfuzosin, Urapidil, Sertralin, Tamsulosin | Prazosin, Doxazosin, Terazosin, Alfuzosin, Urapidil, Sertralin, Tamsulosin | Prazosin, Doxazosin, Terazosin, Alfuzosin, Urapidil, Sertralin, Tamsulosin | Prazosin, Doxazosin, Terazosin, Alfuzosin, Urapidil, Sertralin, Tamsulosin |
| Selektiver Antagonist | 5-Methylurapidil, B8805-033, SNAP 5089, RS-17053                           | Chlorethylclonidin, L-765314                                               | BMY 7378, MDL 73005EF                                                      | –                                                                          |
| Funktion              | Blutdruckregulation                                                        | Blutdruckregulation                                                        | Blutdruckregulation (?)                                                    | Prostatakontraktion                                                        |

## Signaltransduktion
α1-Rezeptoren führen über die Aktivierung der Phospholipase C zur Bildung der Second Messenger Inositoltrisphosphat (IP3) und Diacylglycerin (DAG).
IP3 setzt Ca2+ aus dem Endoplasmatischen Retikulum (ER) frei, welches u. a. an Calmodulin und Troponin bindet. DAG beeinflusst über die Aktivierung der Proteinkinase C die Aktivität anderer Proteine.